# Radlin

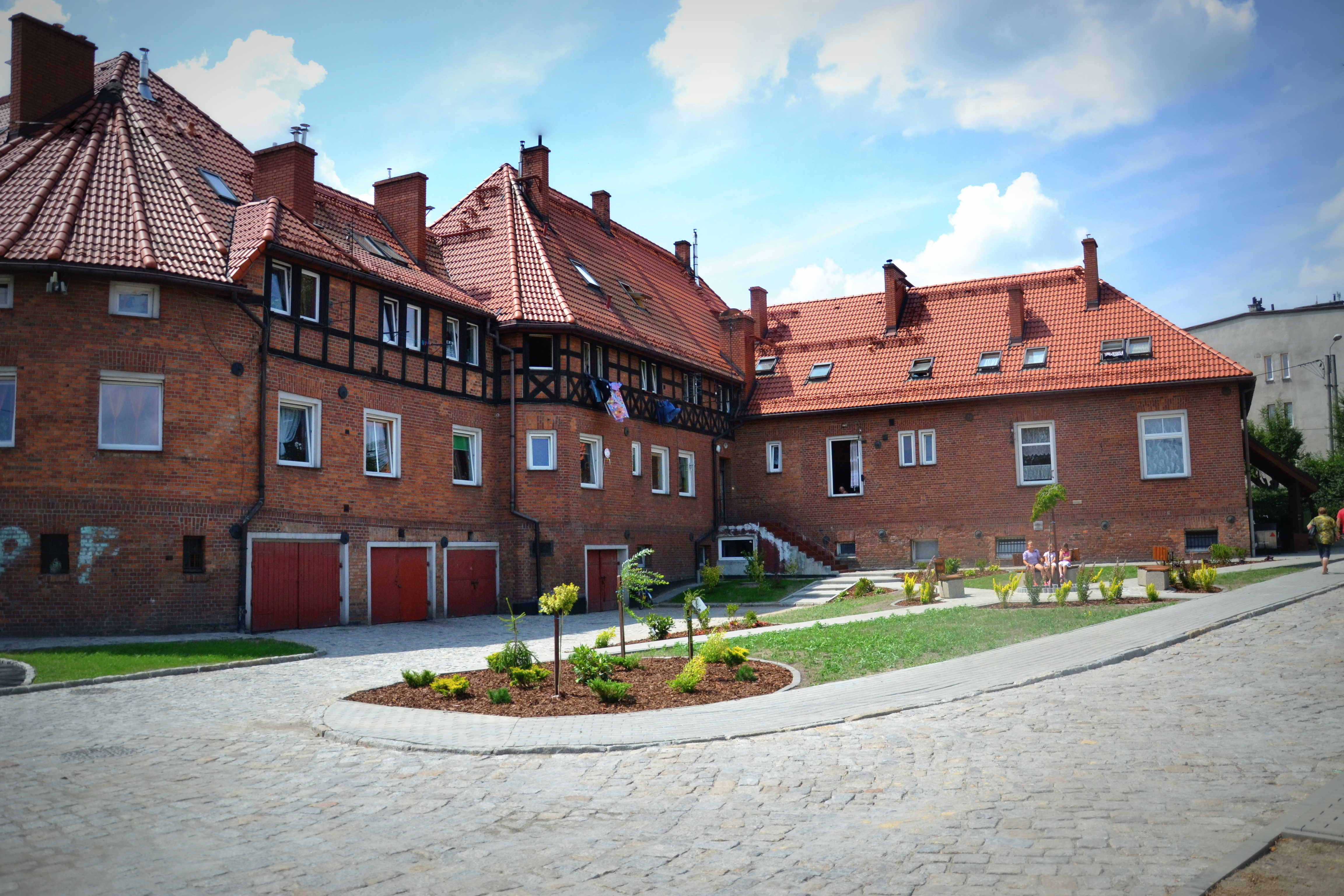
Kolonie Emma

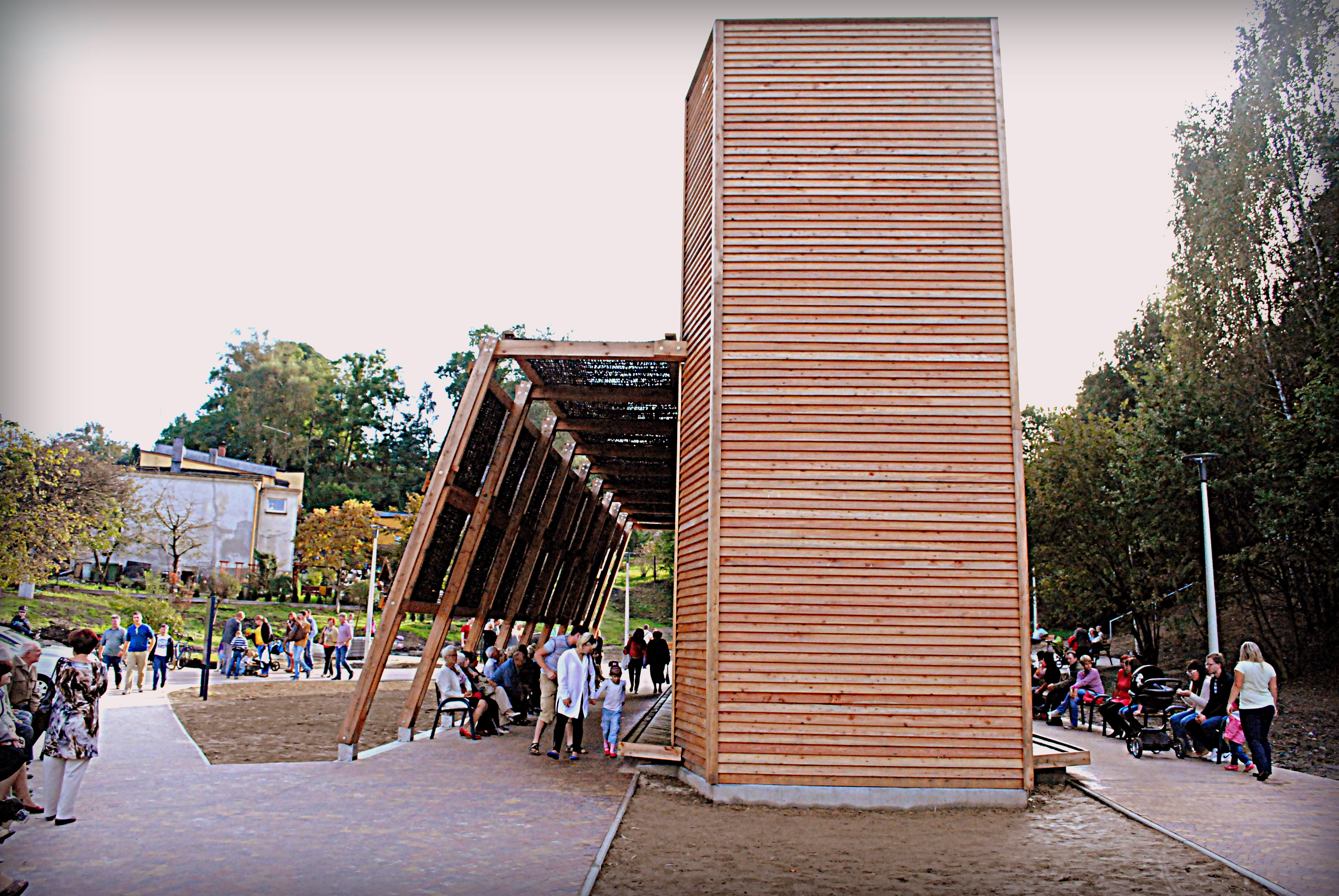
Gradovna

Radlin je město v jižním Polsku ve Slezském vojvodství v okrese Wodzisław. Leží na historickém území Horního Slezska zhruba 15 km od českých hranic a 25 km severovýchodně od Ostravy. V roce 2023 zde žilo 16 829 obyvatel a spolu s městy Rybnik, Wodzisław Śląski, Jastrzębie-Zdrój a dalšími tvoří půlmilionovou aglomeraci (Rybnický uhelný okruh) navazující na jihu na ostravskou a na severu na katovickou aglomeraci. Z geomorfologického hlediska se rozkládá na Rybnické plošině, která je součástí Slezské vysočiny.

## Historie
Současné město Radlin vzniklo dne 11. srpna 1954 spojením pěti původně samostatných obcí: Radlin Dolny (Nieder-Radlin), Radlin Górny (Ober-Radlin), Biertułtowy (Birtultau), Głożyny (Glasin) a Obszary (Obschory). Nejstarší a největší z nich byly Biertułtowy poprvé zmiňované v listině vratislavského biskupa Jindřicha I. z Vrbna sepsané okolo roku 1305. Oblast původně náležela k Ratibořskému knížectví, z nějž byla v 16. století vydělena dvě stavovská panství: rybnické, jehož součástí se staly Biertułtowy, a vladislavské, kterému patřil obojí Radlin, Głożyny a Obszary.
Do roku 1742 bylo toto území součástí Zemí koruny české, načež připadlo Prusku a v roce 1922 bylo připojeno k Polsku v rámci autonomního slezského vojvodství. Významným mezníkem v dějinách dnešního Radlinu byla výstavba černouhelného dolu Reden v Biertułtowech v roce 1840 a následně dolu Emma (později KWK Marcel) v Obszarech v roce 1858. Později doplnily průmyslové panorama dříve zemědělských vesnic koksovna, továrna na brikety a několik cihelen. Pro horníky a ostatní zaměstnance zdejších podniků byly vybudovány bytové kolonie, z nichž největší a nejvýznamnější byla kolonie Emma (1897 a 1910–1913), která částečně realizovala myšlenku zahradního města. Roku 1882 získaly Radlin a Obszary železniční spojení s Bohumínem a Rybnikem.
V důsledku správní reformy v roce 1975 byl Radlin, stejně jako Rydułtowy a Pszów, připojen k městu Wodzisław Śląski (Vladislav). V roce 1992, v souvislosti se znovuosamostatněním Rydułtowů, vznikla iniciativní skupina pro obnovení samostatnosti Radlina. V červnu 1994 proběhlo (pro nízkou účast nakonec neplatné) referendum, ve kterém se 4 tisíce obyvatel převážně z Biertułtowů vyslovilo pro odloučení od Vladislavi. Naopak většina obyvatel Dolního a Horního Radlina si přála zůstat v hranicích města, navíc původní hranice obcí před rokem 1975 nyní vedla středem nově postavených sídlišť, což v případě odloučení by mohlo působit řadu problémů. Nakonec bylo roku 1996 rozhodnuto o obnovení samostatného města Radlin (s platností od 1. ledna 1997), ovšem navzdory svému názvu složeného jen z Biertułtowů, Obszarů a Głożyn. Původní Radlin zůstal nadále součástí Vladislavi jako městská část Radlin II.

## Památky a turistické zajímavosti
- Kolonie Emma (Marcel) – skládá se ze dvou částí: úřednické kolonie z roku 1897 (ulice Korfantego, Czecha a Pocztowa) a komplexu dělnických bytových domů i se školou a ředitelskou vilou (ulice Korfantego a Mielęckiego) postaveného v letech 1910–1913 podle ráně modernistického návrhu Williama Müllera inspirovaného myšlenkami zahradního města.
- Historické budovy dolu Emma (Marcel), mj. těžní věž z roku z roku 1913, ředitelství z roku 1900 či hornická lázně z roku 1910.
- Farní kostel Nanebevzetí Panny Marie v Biertułtowech – novobarokní z roku 1926.
- Gradovna – poskytuje inhalaci záblatskou a ciechocinskou solankou; první objekt toho typu v průmyslové části Slezska; vznikla v roce 2014; roku 2016 získala získala vyznamenání v soutěži o nejlepší veřejný prostor Slezského vojvodství.

## Doprava
Ve městě se nachází stanice Radlin Obszary na trati Bohumín – Rybnik. Zastavují zde regionální vlaky společnosti Koleje Śląskie (Slezské dráhy). Od roku 2018 je realizován projekt Rychlé příměstské železnice (Szybka Kolej Aglomeracyjna) mezi Vladislaví a Rybnikem.
Městem pochází státní silnice č. 78 spojující Hlivice a Rybnik s Chalupkami a Bohumínem.
Městskou autobusovou dopravu zajišťují linky MZK Jastrzębie-Zdrój a ZTZ Rybnik.

## Partnerská města
- Genthin (Německo, spolková země Sasko-Anhaltsko)
- Mohelnice (Česko, Olomoucký kraj)
- Rohatyn (Ukrajina, Ivanofrankivská oblast)